# 이티레두
이티레두(Ittireddu, 사르데냐어: Itireddu)는 이탈리아 사르데냐주 사사리도에 있는 코무네이다. 칼리아리 북쪽으로 약 150 킬로미터 (93 mi), 사사리 (사르데냐) 남동쪽으로 약 35 킬로미터 (22 mi) 떨어져 있다.
이티레두는 다음 코무네와 접한다: 보노르바, 모레스 (SS), 누게두산니콜로, 오지에리.
관광지로는 비잔틴 건축-로마네스크 건축 양식(9세기-13세기)의 산타 크로체 교회가 있다.

## 자매 도시
- 피오라노모데네세, 이탈리아
- 마라넬로, 이탈리아